# 环境与可持续发展人工智能
环境与可持续发展人工智能（ARIES）是一个国际非营利性研究项目，由总部位于西班牙毕尔巴鄂的巴斯克气候变化中心（BC3）主持 。该项目致力于通过生态信息学  整合环境可持续发展评估与决策的科学计算模型   。

## 技术与应用
ARIES力求整合模拟环境与社会经济系统的科学数据和模型，通过语义（计算机科学）、FAIR数据和模型  以及名为知识实验室（k.LAB）的开源软件基础设施来解决相关的科学建模问题 ，为终端用户、建模人员及网络管理员进行语义描述、编码并分发数据和模型 。ARIES目前包含有两个基于网络的应用程序：k.Explorer  和 ARIES for SEEA Explorer  。k.Explorer于2018年秋季发布，是一个能让非技术型用户运行复杂模型的界面 。而ARIES for SEEA Explorer于2021年4月由巴斯克气候变化中心（BC3）与联合国经济与社会事务部统计司（UN DESA）及联合国环境规划署（UNEP）合作发布，以实现快速、标准化和可定制的自然资本核算  。在联合国于2021年3月采用综合环境与经济核算系统（SEEA）的生态系统核算标准后不久 ，ARIES for SEEA Explorer在联合国全球平台（UN Global Platform）正式上线，以加速综合环境与经济核算系统（SEEA）在全球范围内的实施   。

## 历史及合作伙伴
ARIES项目得到了美国政府国家科学基金会100万美元的资助，并于2007年4月在美国佛蒙特大學冈德生态经济研究所正式启动 。次年，模型构建系统原型开发成功，并于2012年上线了功能原型 。从2010年开始，该项目便一直基于巴斯克气候变化中心（BC3），此后技术也不断发展 。自2013年以来，ARIES团队举办了国际春季大学（ISU）关于生态系统服务建模的活动 ，为在环境可持续发展领域工作的科学家和决策分析师们提供年度建模集训 。
ARIES项目由巴斯克气候变化中心（BC3）主导，威尼斯大学、全球变化研究中心、水文地理信息系统环境工程（HydroloGIS）、坎塔布里亚大学环境水力研究所、名古屋大學可持续发展材料与系统研究所、美洲開發銀行（IDB）、联合国经济和社会事务部统计司（UN DESA）、乌迪内大学以及美國地質調查局（USGS）共同参与合作。